# Ana Šimić
Ana Šimić, född 5 maj 1990, är en friidrottare från Kroatien. Hon deltog vid olympiska sommarspelen 2012.